# NGC 6225
NGC 6225 ist eine linsenförmige Galaxie vom Hubble-Typ E-S0 im Sternbild Herkules.
Sie wurde am 15. Juni 1887 von Lewis A. Swift entdeckt.